# アリストクラテス2世
アリストクラテス2世（希: Aριστoκρατης B、ラテン文字転写：Aristocrates II、？-紀元前680年頃）は紀元前7世紀のアルカディアの王である。
アリストクラテス2世は先代の王ヒケタスの子である。アリストクラテスの時代にアルカディアは第二次メッセニア戦争にメッセニア側として参加した。しかし、紀元前682年の大掘割の戦いに際してアリストクラテスはスパルタによって買収された。このため、彼は味方のアルカディア人には買収の件を隠しつつ、自分たちの位置は危険だと言って戦いの直前にアルカディア軍を退却させた。孤立したメッセニア軍はスパルタ軍によって造作もなく包囲され、多数の戦死者を出す大敗を喫した。この戦いでの敗北が決定的打撃となり戦争に敗れたメッセニア人はアルカディアに落ち延び、アルカディア人はそれを温かく迎えた。しかし、まだ戦いを諦めていなかったメッセニア人の指導者アリストメネスは決死隊500人を率いてスパルタ市を直接攻撃しようと計画し、それに同調したアルカディア人300人もそれへの参加を表明した。アリストクラテスはその計画をスパルタ王アナクサンドロスに知らせたが、計画が実行に移される前にアナクサンドロスからの書状が見つかったため、大掘割の戦いの件を含めてアリストクラテスの内通は露見した。このためにアリストクラテスはアルカディア人によって石打ちで処刑され、その屍は葬られずに投げ捨てられた。